# Heizkraftwerk Ljubljana
Das Heizkraftwerk Ljubljana (slowenisch: Termoelektrarna Toplarna Ljubljana, kurz TE-TOL) ist ein Heizkraftwerk in Ljubljana (Stadtbezirk Moste), welches zu fast 90 % den Fernwärmebedarf der Stadt deckt. Es verfügt über drei kohlebefeuerte Blöcke, welche 1966, 1967 und 1984 in Betrieb gingen und 42 MW, 32 MW und 50 MW Elektrizität bzw. 94 MW, 94 MW und 152 MW Wärme liefern. Der 101 Meter hohe Kamin des Kraftwerks hat als Besonderheit eine Galerie, die wie eine Aussichtsplattform aussieht, aber Geräte für die Überwachung der Zusammensetzung der Rauchgase beherbergt.